# روبرتا دود كروفورد
روبرتا دود كروفورد (بالإنجليزية: Roberta Dodd Crawford)‏ هي مغنية ومغنية أوبرا أمريكية، ولدت في 5 أغسطس 1897 في بونهام في الولايات المتحدة، وتوفيت في 14 يونيو 1954 في دالاس في الولايات المتحدة بسبب نوبة قلبية.